# Tailem Bend
Pour les articles homonymes, voir Bend (homonymie).
Tailem Bend (1 457 habitants) est une localité de l'État d'Australie-Méridionale, en Australie située sur la rive est du fleuve Murray à environ 100 kilomètres au sud-est d'Adélaïde.
Le nom de la ville est d'origine aborigène.
Elle est située à l'extrémité est de la South Eastern Freeway. À partir de là on peut rejoindre Melbourne par la Dukes Highway, la route directe, ou par la Princes Highway, la route côtière, et Sydney par la Mallee Highway.
Son économie repose sur l'élevage de porcs, la production de lait et de céréales.